# 2013年曼聯之旅香港站
2013年曼聯之旅香港站是曼聯在2013年7月下旬在其2013至2014賽季前在香港所舉行的活動。曼聯於2013年7月29日晚上於香港大球場與傑志進行季前熱身賽。

## 爛地事件
由於在比賽前一周，香港大球場用作「2013年巴克萊亞洲錦標賽」，於四天內舉行四場足球賽事，使場地過度使用，引發「爛地」事件。
球隊須臨時取消於2013年7月28日晚上於香港大球場的公開操練。曼聯領隊莫耶斯極度關注草地情況，外電報道指曼聯一度欲取消賽事，但奈何有合約，只好打消念頭。
康文署回應稱，月初發現球場中圈附近有一截水管爆裂，兩日後完成維修，相信若非連日大雨，場地不會受影響。至於填補草地凹陷地方所採用的沙，並非沙灘沙粒，而是由合約承辦商供應的淡水沙，承認時間太趕故無發現，會加派人手處理。
曾於馬會跑道部任主管的草地專家、中大生命科學學院名譽高級研究員李賢祉在7月29日表示，草地沒做好疏導設計，草的密度也不足，下雨很易把泥草踢起，變成泥土場。

## 賽事
曼聯於2013年7月29日與傑志進行賽事，上半場曼聯勝傑志3-0，完場曼聯勝傑志5-2。

## 現場直播
此賽事由香港無綫電視獲得現場直播播映權，並以《國際足球友誼賽——傑志對曼聯》作節目名稱，安排於明珠台及Mytv以英語及粵語作現場直播。
由Andrew Sams及John Levott於第一聲道作英語評述，潘文迪、黃興桂及鍾志光於第二聲道作粵語評述。

## 外部連結
- 2013年曼聯之旅香港站（傑志對曼聯）賽事全場片段足本重溫（页面存档备份，存于）